# اکیازی، ادیامان
اکیازی، ادیامان (به لاتین: Akyazı, Adıyaman) یک منطقهٔ مسکونی در ترکیه است که در استان آدیامان واقع شده‌است.